# Якуб Фонтана
Якуб Фонтана (італ. Giacomo Fontana, пол. Jakub Fontana; 1710, Щучин — 12 або 13 квітня 1773, Варшава) — видатний республіканський бароковий архітектор, королівський архітектор, нобілітований у 1764; син Юзефа i брат Яна Кантія.
Автор більше вісімдесяти архітектурних і мистецьких проектів, втілених під впливом саксонського бароко, французького рококо та сучасного класицизму.

## Життєпис

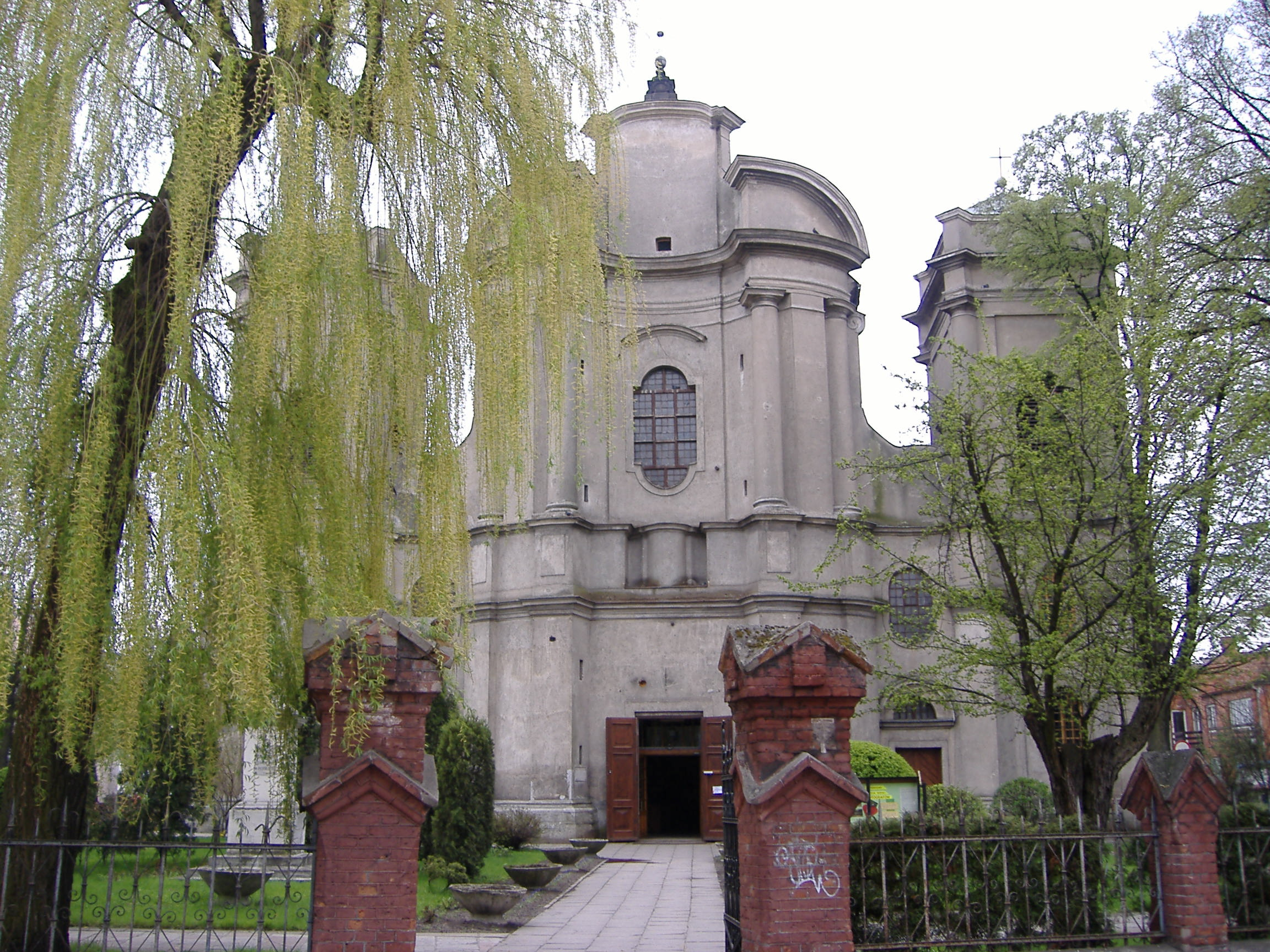
Костел оо. Піярів у Ловічу. Вигляд від заходу

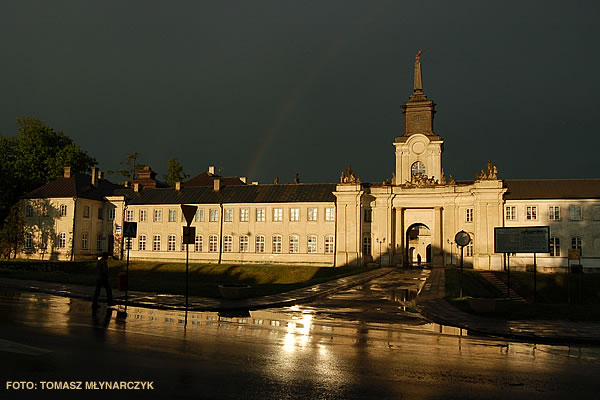
Палац в Радзиню-Підляському

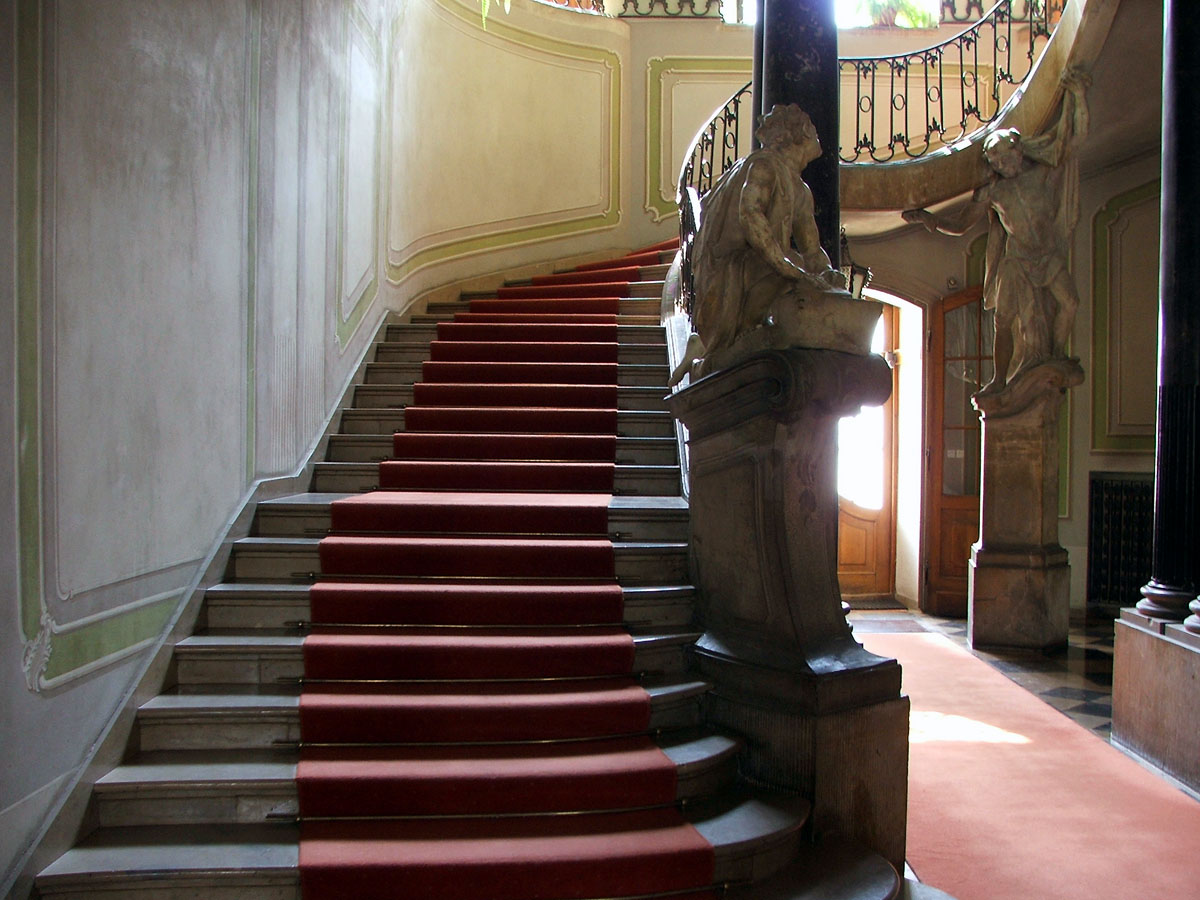
Сходи в палаці Браніцьких, Білосток

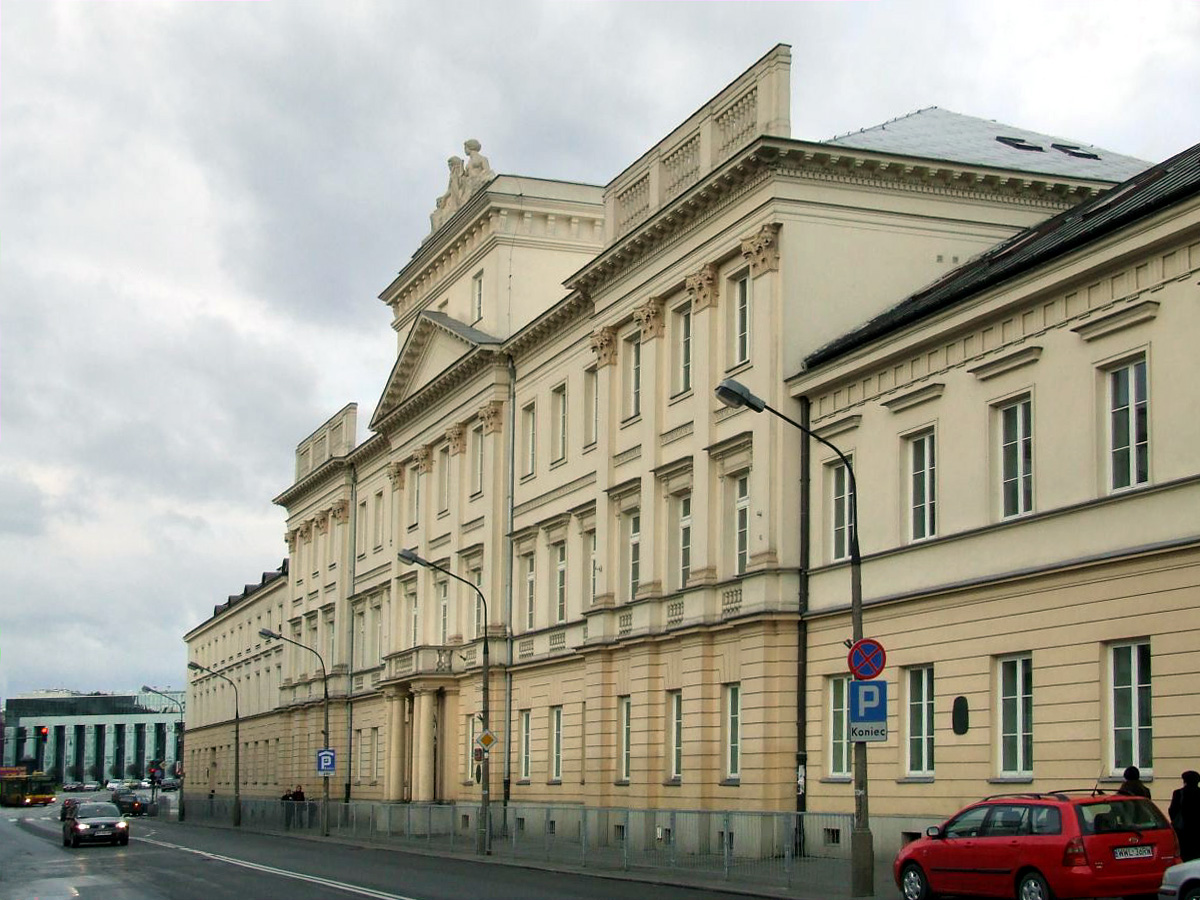
Collegium Nobilium, Варшава

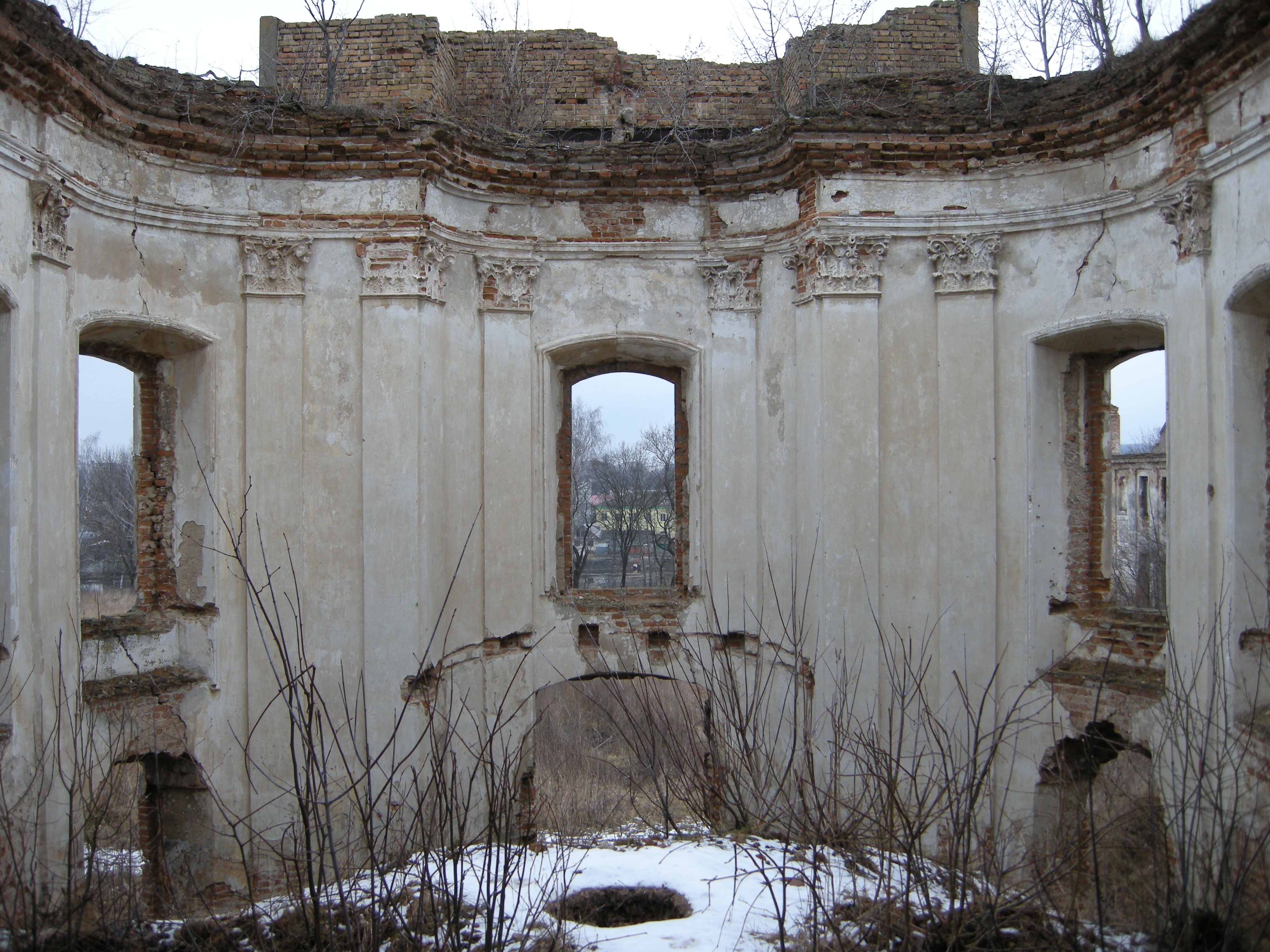
Вестибюль палацу Санґушків у Заславі

Старший син в родині Юзефа Фонтана. Перші кроки в професії робить під керівництвом батька, згодом стає його помічником. У 1732—1736 роках відбув освітню мандрівку під час якої ознайомився з архітектурними шедеврами північної Італії, Риму, Парижа, свіжими течіями в архітектурі, придбати фахову літературу.
Ранній етап творчості припадає на 1729-1743 роки. Тоді він поруч з батьком бере участь у будівництві веж костелу оо. Піярів у Ловічу (1729), що являють поширений в Речі Посполитій зразок храмових веж 1730-х років. Ще однієї спільною із батьком працею вважається костел оо. Францисканців по вулиці Закрочимській у Варшаві. Якубові Фонтані приписують ескіз головного фасаду святині (збудований у 1750, перероблений Юзефом Боретті у 1788 році).
По смерті батька у діяльності архітектора настає зрілий етап (1743-1763 роки). Від 1742 року маршалок великий коронний Францішек Бєлінський знаходить Якубові Фонтана застосування як для реалізації громадських інтересів так і приватних. Серед іншого виконання архітектором обмірів варшавських будівель для визначення суми ліктьового податку і впорядкування міста. Водночас на цей період припадає велика кількість замовлень які надходили від заможних магнатів. Набули втілення такі проекти як Collegium Nobilium, шпиталь Святого Роха, суразький костел.
1750 рік стає «точкою зворотного відліку» у діяльності архітектора. Тоді він був заангажований до перебудови палацу Браніцьких у Білостоці. Невдовзі отримав запрошення від Евстахія Потоцького на перебудову рококового палацу у Радзиню-Підляському.
З Якубом Фонтаною співпрацювали видатні митці свого часу, зокрема: Ян Єжи Плерш, Ян Хризостом Редлер.
Після обрання Станіслава Августа Понятовського королем Речі Посполитої отримує звання королівського архітектора (1751)[джерело?], відтак долучається до вирішення нагальних містецьких питань Королівського замку і інших державних будівель. Творчість цього етапу позначена впливом класицизму. Від 1761 року отримував пенсію як Архітектор Скарбу Коронного і Речі Посполитої.
Наприкінці життя був «здистанційований» молодшим поколінням станиславівських архітекторів.
Помер 12 або 13 квітня 1773 року в м. Варшава.

## Праці
- співучасть при проектуванні палацу Під Бляхою, Варшава
- перебудова палацу в Радзині-Підляському (1750–1758)
- співучасть при проєктуванні палацу Санґушків у Заславі
- переробка інтер'єрів Королівського Замку, Варшава (від 1751)
- Будівля «Collegium Nobilium», Варшава (1743)
- перебудова палацу Малаховських у Варшаві (1750)
- перебудова палацу в Отвоцьку Вєлькому (1750-1760)
- перебудова внутрішніх приміщень палацу Красінських у Варшаві (1766-1773)
- костел оо. Бернардинів, Ґура Кальварія (1755-1759)
- кам'яниця Пражмовських на Краківському передмісті Варшави
- співучасть при будівництві палацу Паців-Радзивилів, Варшава
- співучасть при проектуванні палацу Браницьких, Варшава
- ґрунтовна перебудова палацу єпископів краківських, Варшава (1760-1762)
- сходи в палаці Браніцьких, Білосток
- фасад базиліки Святого Хреста, Варшава
- проекти перебудови палацу Любомирських в Ополі Любельському
- вівтар в інтер'єрі костелу Внебовзяття Пречистої Діви Марії і святого Миколая, Лович
- костел святого Франциска, Варшава
- костел Усіх Святих, Дорогичин
- костел, Карчев (?)
- церква Різдва Богородиці і монастир сестер Василіянок, Городня

## Мережні ресурси
- Якуб Фонтана на warszawa1939 (пол.)
- Якуб Фонтана [Архівовано 1 листопада 2008 у Wayback Machine.] (пол.)